# Raymond Mauny
Pour les articles homonymes, voir Mauny (homonymie).

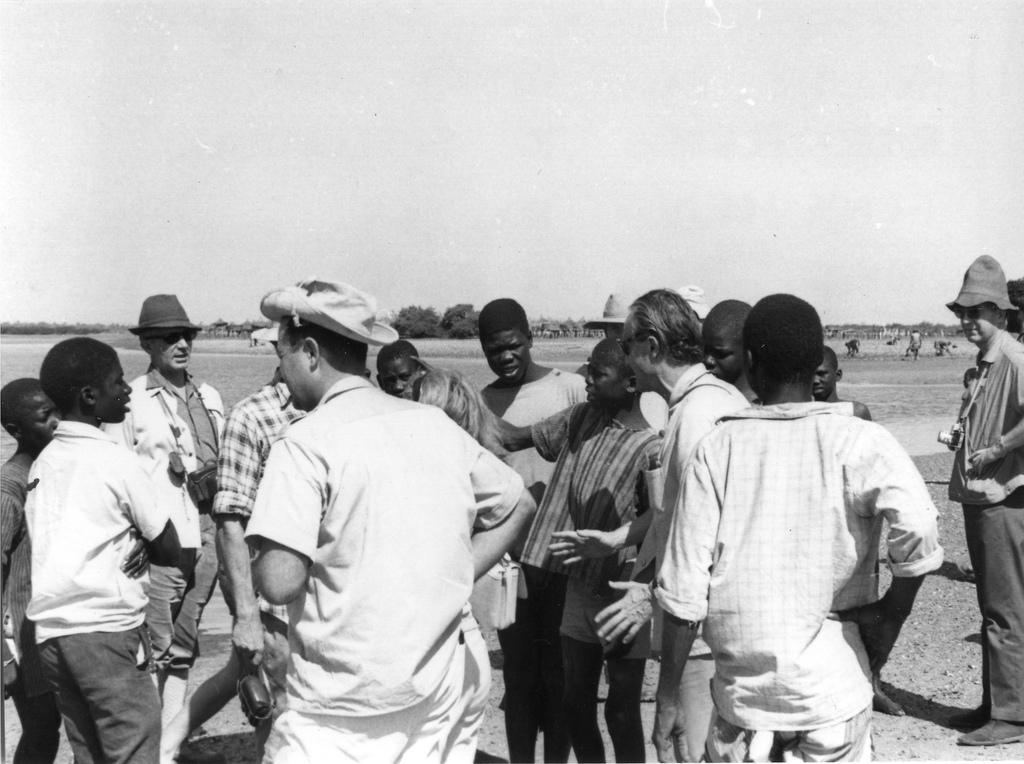
Négociations avant une traversée vers l'île de Fadiouth (le pont n'était pas encore construit)

Raymond Mauny, né le 12 janvier 1912 à Nogent-sur-Marne et mort le 13 février 1994 à Chinon est un historien français, spécialiste de la préhistoire et de la protohistoire de l'Afrique, en particulier du Sénégal et du Mali.

## Biographie
Raymond Mauny a effectué des études de droit à l’Université de Poitiers, et a soutenu en 1940 une thèse de Diplôme d’études supérieures sous le titre La question coloniale dans les rapports franco-italiens depuis 1918. Passionné par l'Afrique, il intégra l'administration des services civils de l’A.O.F. en 1937.
Il a rejoint en 1947 l'Institut Français d’Afrique Noire situé à Dakar au Sénégal, où il devint le collaborateur du professeur Théodore Monod. Il y fut chargé de la section « Archéologie et Préhistoire » jusqu'en 1962. Il a participé au cours des années 1950 et 1960 à plusieurs missions archéologiques en Afrique de l'ouest et dans le Sahara.
Raymond Mauny a été nommé en 1962 professeur d'histoire africaine à la Sorbonne, titulaire de la chaire d’Histoire de l’Afrique médiévale. Il a été l'un des fondateurs en 1963 du Centre de recherches africaines de la Sorbonne avec Georges Balandier et Hubert Deschamps. 
Il fut également président de la Société des Amis du Vieux Chinon et l'un des principaux animateurs des recherches sur les souterrains-refuges du Moyen Âge.
Il a été le premier à démontrer l'impossibilité du rôle attribué à la Maison des esclaves dans la traite négrière, dans un Guide de Gorée de 1951. 

## Publications (sélection)
- Guide de Gorée, Dakar, Institut français d'Afrique noire, 1951, 34 p., disponible à la Bibliothèque Nationale François Mitterrand à Paris.
- Glossaire des expressions et termes locaux employes dans l'ouest africain, Dakar, Grande imprimerie africaine, 1952
- Gravures, peintures et inscriptions rupestres de l'ouest africain, Dakar, Institut français d'Afrique noire, 1954, 91 p.
- Les navigations médiévales sur les côtes sahariennes antérieures à la découverte portugaise (1434), Lisbonne, Centro de Estudos Históricos Ultramarinos, 1960, 151 p., Thèse complémentaire.
- Tableau géographique de l'Ouest africain au Moyen Âge d'après les sources écrites, la tradition et l'archéologie, Dakar 1960, 587 p., forme avec la thèse complémentaire les deux thèses soutenues le 29 avril 1959 devant la commission d'examen (Julien: Président; Bourdon, Dresch, Mollat, Monod: Examinateurs) pour obtenir le grade de Docteur ès-lettres; réimpression Amsterdam, Swets & Zeitlinger, 1975.
- Les siècles obscurs de l'Afrique noire : histoire et archéologie, Paris, Fayard, 1970 (BNF 35199244)